# Volker Bandmann
Volker Frank Bandmann (* 6. August 1951 in Görlitz) ist ein sächsischer Politiker (CDU) und ehemaliger Abgeordneter des Sächsischen Landtags.

## Leben
Volker Bandmann besuchte die Polytechnische Oberschule bis zur 10. Klasse und machte 1970 den Facharbeiterabschluss als Werkzeugmacher bei Pentacon in Görlitz. Anschließend leistete er 1970 bis 1971 seinen Grundwehrdienst bei der NVA. Nach diversen Qualifikationen zum Servicetechniker bei Robotron arbeitete er in der Handelstechnik Vertriebs- und Servicegesellschaft mbH und war dort Mitglied des Betriebsrates. Volker Bandmann ist verheiratet und hat zwei Kinder.
Volker Bandmann war bis Dezember 1989 parteilos. Im Oktober 1989 war er Gründungsmitglied des Neuen Forums in Görlitz und gehörte diesem bis Dezember 1989 an. Seit Dezember 1989 ist er Mitglied der CDU und seit Dezember 1991 Mitglied des Landesvorstandes der CDU Sachsen. Während der Wende war er Teilnehmer am Runden Tisch in Görlitz. Er ist seit 2007 stellvertretender Kreisvorsitzender des CDU-Kreisverbandes Görlitz und seit 2008 Vorsitzender des CDU-Stadtverbandes Görlitz.
1990 bis 1991 war er Stadtverordneter in Görlitz. Im Oktober 1990 wurde er (gewählt im Wahlkreis 58 (Görlitz)) Mitglied des Sächsischen Landtags. Dem Parlament gehörte er bis 2014 an, zur Landtagswahl in Sachsen 2014 trat er nicht mehr an. Im gleichen Jahr wurde er zum „Ehrenkommissar der sächsischen Polizei“ ernannt. Er war seit 1990 innenpolitischer Sprecher der CDU-Fraktion und Mitglied des CDU-Fraktionsvorstandes. Im Parlament saß er unter anderem im Verfassungs- und Rechtsausschuss sowie im Innenausschuss.
Volker Bandmann ist in der Kirchenarbeit engagiert und war 1989 bis 1993 Mitglied des Rates der Evangelischen Kirche der Union und bis 2004 Mitglied der Synode der Evangelischen Kirche der schlesischen Oberlausitz.

## Ehrungen
Am 13. Oktober 2009 erhielt er aus Anlass »20 Jahre Friedliche Revolution« den Sächsischen Verdienstorden. Am 30. Mai 2015 wurde ihm von Landtagspräsident Matthias Rößler „für sein herausragendes Engagement für die demokratische Entwicklung seiner Heimatregion und des Freistaates Sachsen“ die Sächsische Verfassungsmedaille verliehen. Für seine Verdienste um den schlesischen Anteil des Freistaates Sachsen hat der Bundesvorstand der Landsmannschaft Schlesien im Jahr 2020, beschlossen, Bandmann im Jahre 2021 mit der höchsten Auszeichnung der Landsmannschaft, dem Schlesierschild zu ehren.